# Casinaria melanolophiae
Casinaria melanolophiae là một loài tò vò trong họ Ichneumonidae.